# 헤그너 수
헤그너 수(영어: Heegner number)는 허수 이차 수체 {\displaystyle \mathbb {Q} ({\sqrt {-n}})}의 대수적 정수환이 유일 인수 분해 정역이 되는 자연수 {\displaystyle n}이다.
헤그너 수는 총 아홉 개가 있으며, 정확히 다음과 같다. (OEIS의 수열 A003173)
1, 2, 3, 7, 11, 19, 43, 67, 163
이 사실은 카를 프리드리히 가우스가 처음으로 추측하였으며, 1952년에 쿠르트 헤그너(독일어: Kurt Heegner)에 의해 처음으로 증명되었다. 그러나 그의 증명은 약간의 결함이 있어서 인정을 받지 못하였다. 그가 죽은 후 해럴드 스타크(영어: Harold Stark)가 1967년에 좀 더 완전한 증명을 내 놓고, 앨런 베이커가 비슷한 시기에 독립적으로 유사한 증명을 내 놓은 후, 헤그너의 증명이 재발견되면서 이 수들에 헤그너를 기리는 이름이 붙여졌다.

## 오일러의 소수 생성 다항식
레온하르트 오일러는 1772년에 다음 수식이 {\displaystyle n=0,\cdots ,39}에 대해 소수가 됨을 지적하였다.
{\displaystyle n^{2}+n+41}
이러한 다항식은 헤그너 수 {\displaystyle 163=4\cdot 41-1}에 연관되어 있다. 실제로 라비노비츠는 {\displaystyle n^{2}+n+p} 꼴의 다항식이 그 판별식의 절댓값 {\displaystyle 4p-1}이 헤그너 수일 때만 이러한 성질을 가짐을 증명하였다.
따라서 {\displaystyle p=2,3,5,11,17,41}(각각 헤그너 수 7, 11, 19, 43, 67, 163에 대응)에 대해, {\displaystyle n^{2}+n+p} 꼴의 다항식은 {\displaystyle n=0,\cdots ,p-2}일 때 소수가 된다.

## 라마누잔 수
라마누잔 수(라마누잔 상수)는 초월수 {\displaystyle e^{\pi {\sqrt {163}}}}로, 정수에 매우 가까운 값을 가진다:
{\displaystyle e^{\pi {\sqrt {163}}}=262,537,412,640,768,743.999\ 999\ 999\ 999\ 25\cdots \approx 640,320^{3}+744}
이 ‘우연’은 모듈러 형식 이론으로부터 설명할 수 있다. 구체적으로, j-불변량 {\displaystyle j({{{\sqrt {-163}}+1} \over {2}})}의 q-전개를 근사한 값으로부터 이러한 숫자를 생성해 낼 수 있다. 이 근사는 일차 오류항이 {\displaystyle -196,884/e^{\pi {\sqrt {163}}}<10^{-12}}로 매우 정확한 근사이다.

### 다른 헤그너 수
다른 헤그너 수에 대해서도 j-불변량을 사용해서 정수에 가까운 이러한 값을 생성해 내는 것이 가능하며, 그 목록은 다음과 같다.
{\displaystyle {\begin{aligned}e^{\pi {\sqrt {19}}}&\approx 96^{3}+744-.22\\e^{\pi {\sqrt {43}}}&\approx 960^{3}+744-.00022\\e^{\pi {\sqrt {67}}}&\approx 5,280^{3}+744-.0000013\end{aligned}}}
{\displaystyle d\leq 11}일 때 일차 오류항 {\displaystyle -196,884/e^{\pi {\sqrt {d}}}}은 1보다 크기 때문에 이러한 성질을 잃어버린다. (심지어 {\displaystyle d=19}일 때도 정수에 크게 가까운 것은 아니다.)

## 같이 보기
- 솔드너 상수
- 유수(Class number)
- 유수 공식

## 참고 문헌
1. ↑  Rabinowitz, G. "Eindeutigkeit der Zerlegung in Primzahlfaktoren in quadratischen Zahlkörpern." Proc. Fifth Internat. Congress Math. (Cambridge) 1, 418-421, 1913.